# Álvaro Djaló
Álvaro Djaló Dias Fernandes (* 16. August 1999 in Madrid) ist ein spanischer Fußballspieler. Seit der Saison 2024/2025 steht der Flügelstürmer bei Athletic Bilbao unter Vertrag.

## Karriere

### Beginn
Djaló wurde in der spanischen Hauptstadt Madrid geboren, seine Pflegeeltern zogen mit ihm aber bereits in jungen Jahren nach Bilbao. Er begann seine Karriere bei verschiedenen regionalen baskischen Vereinen, unter anderem bei UD San Miguel de Basauri sowie SD Begoña de Bilbao. Nach einem Probetraining bei Benfica Lissabon und Sporting Lissabon entschieden beide Vereine, Djaló nicht unter Vertrag zu nehmen. Während der Saisonvorbereitung 2019/20 nahm ihn der portugiesische Erstligist SC Braga unter Vertrag. In seiner ersten Saison erzielte er – in der dritten portugiesischen Liga – für das zweite Team des SC Braga acht Tore. Während der darauffolgenden Spielzeit erzielte Djaló in 19 Spielen neun Tore und zehn Vorlagen und verlängerte am 10. April 2022 seinen Vertrag bei den Braguistas bis 2025.

### Durchbruch beim SC Braga
Am ersten Spieltag der Saison 2022/23 gab Djaló gegen Sporting Lissabon als Einwechselspieler sein Debüt bei den Profis. Am 3. November, im letzten Spiel der Gruppenphase der Europa League, erzielte beim 2:1-Sieg gegen Malmö FF seinen ersten Treffer in einem europäischen Wettbewerb. Djaló, der von Trainer Artur Jorge vorwiegend als Einwechselspieler eingesetzt wurde, erzielte in seiner ersten Saison insgesamt fünf Tore und sechs Vorlagen.
Während der dritten Qualifikationsrunde zur UEFA Champions League 2023/24 erzielte Djaló gegen den serbischen Erstligisten FK TSC sowie gegen Panathinaikos Athen insgesamt drei Tore und war maßgeblich am Aufstieg in die Gruppenphase beteiligt. Am 14. September verlängerte er seinen Vertrag bis 2027.
Seinen ersten Titel errang der gebürtige Madrilene beim Endspiel der Taça da Liga gegen Estoril Praia, als dieses im Elfmeterschießen mit 6:5 gewonnen wurde.

### Athletic Bilbao
Bereits am 4. März 2022 wurde sein Wechsel zum spanischen Erstligisten Athletic Bilbao bekannt gegeben. Bei den Basken unterschrieb Djaló einen Vertrag bis 2029 und kostete über 15 Millionen Euro Ablöse, welche ihn zum drittteuersten Zugang in der Geschichte des Traditionsklubs macht.

## Privatleben
Sein Cousin Adu Ares steht ebenfalls bei Athletic Bilbao unter Vertrag.